# Bardewisch (Adelsgeschlecht)

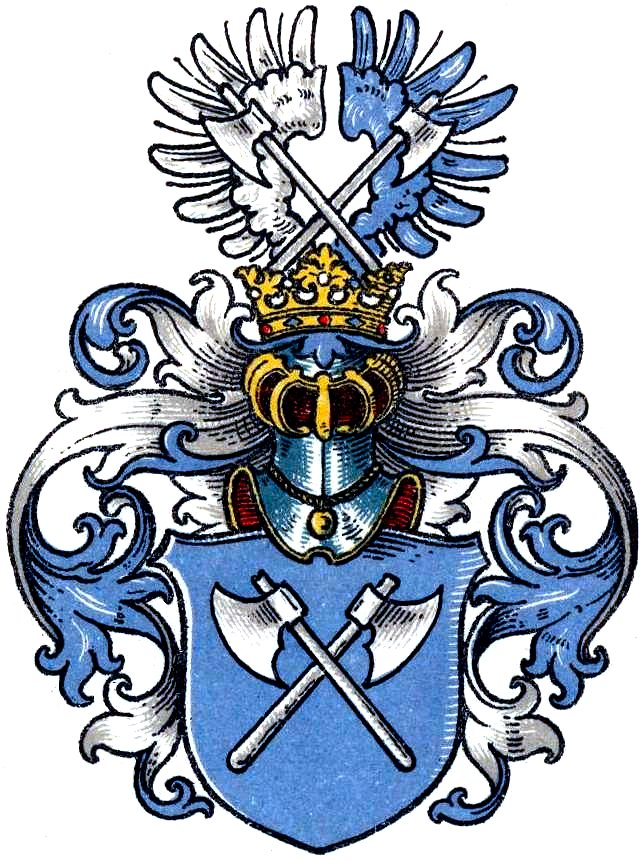
Wappen derer von Bardewisch

Die Herren von Bardewisch (auch: Bordewick o. ä.) waren ein niedersächsisch-westfälisches Adelsgeschlecht.
Eine Verwandtschaft zu den altmärkischen Barsewisch besteht nicht.

## Geschichte
Das Geschlecht nannte sich nach dem Ort Bardewisch im Stedinger Land, heute ein Ortsteil der Gemeinde Lemwerder im niedersächsischen Landkreis Wesermarsch. Später wohnte das Geschlecht zur Meyenburg. Außerdem besaß es Gut Loy und Burg Donnerschwee. Das Geschlecht gehörte zum Adel des Bistums Osnabrück.
Der 1229 urkundlich erwähnte Ritter Iohannes de Bardewisch in Dünamünde war Vasall des Erzbischofs Albert II. von Riga, von dem er 1257 die Lehen zu Uexküll (heute Ikšķile in Lettland) und Calwe erhielt. Er nahm den Namen seines Besitzes Uexküll an und wurde dadurch Stammvater des Adelsgeschlechts derer von Uexküll.
Weitere Familienmitglieder waren u. a.:
- Diederich von Bardewisch (1384)
- Johann von Bardewisch (1423), Burgmann zu Burg Delmenhorst, Vasall des Domkapitels zu Bremen
- Diederich von Bardewisch (1426, 1431), Vasall des Grafen Dietrich von Oldenburg
- Rolf von Bardewisch (1484–1531), Komtur im Deutschen Orden in Bremen

Das Geschlecht erlosch um 1700.

## Wappen
In Blau zwei silberne ins Andreaskreuz gestellte Barten (Streitäxte) mit silbernen Stielen. Auf dem gekrönten Helm die Streitäxte vor einem silbernen und einem blauen Flügel. Die Helmdecken in blau-silber.
Alternativ wird auch von schwarzen Hellebarden in Gold berichtet.